# Janice, Rimavská Sobota
Janice este o comună slovacă, aflată în districtul Rimavská Sobota din regiunea Banská Bystrica. Localitatea se află la altitudinea de 171 m deasupra n.m., se întinde pe o suprafață de 8,59 km2 și în 2017 număra 297 de locuitori. Se învecinează cu comuna Chrámec.

## Istoric
Localitatea Janice este atestată documentar din 1216.

## Demografie
| An:                | 1994 | 2004    | 2014    | 2024    |
| ------------------ | ---- | ------- | ------- | ------- |
| Număr de persoane: | 173  | 191     | 249     | 329     |
| Diferență:         |      | +10,40% | +30,36% | +32,12% |

| An:                | 2023 | 2024   |
| ------------------ | ---- | ------ |
| Număr de persoane: | 313  | 329    |
| Diferență:         |      | +5,11% |